# Santos-Dumont (cràter)
Santos-Dumont és un petit cràter d'impacte lunar que es troba a l'extrem nord de la serralada dels Montes Apenninus, a l'extrem oriental del Mare Imbrium. Es troba a uns 30 km al nord-est de Mons Hadley, un massís muntanyós.
Aquest cràter és una formació circular en forma de bol que es troba al cim d'una carena als Montes Apenninus. D'altra banda, és una formació poc remarcable sense trets inusuals i poca aparença de desgast.
Al nord-oest de Santos-Dumont hi ha un sistema de rimes de 90 km d'amplada denominat Rimae Fresnel, que rep el nom del Promontorium Fresnel que es troba al nord del cràter. Aquesta darrera formació forma l'extrem nord dels Montes Apenninus, i es troba a cavall de la bretxa que uneix el Mare Imbrium a l'oest amb la Mare Serenitatis a l'est. Al sud-est, a la vall més enllà de Mons Hadley, hi ha el lloc d'allunatge de la missió Apollo 15.
Aquesta característica rep el seu nom en honor al pioner de l'aviació brasiler Alberto Santos-Dumont. Anteriorment es va designar Hadley B.

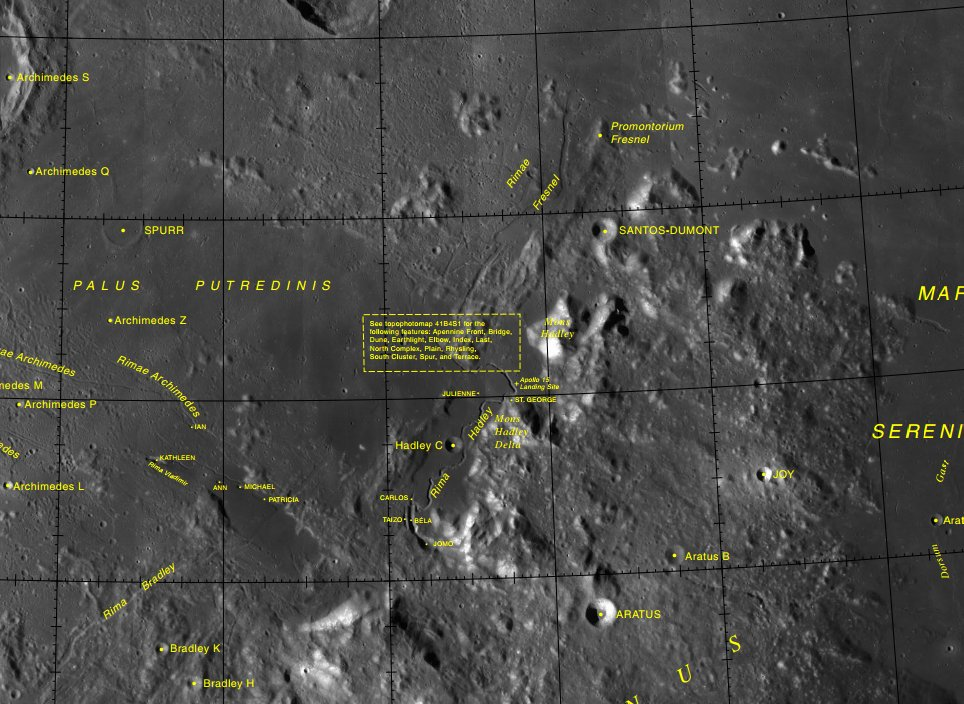
Localització de Sampson (superior centre de la imatge)
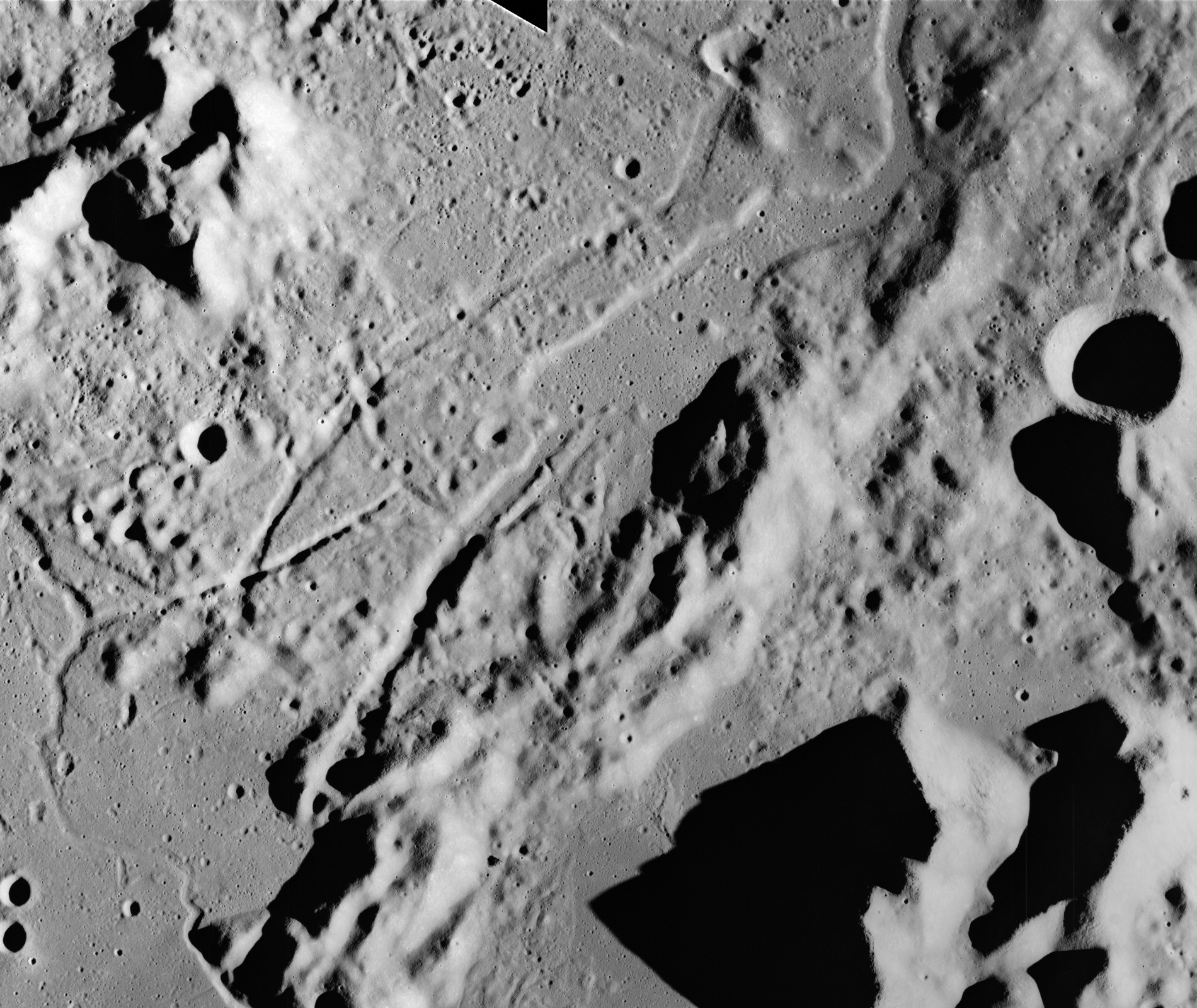
Vista de la rima Fresnel